# Polypodium savaiense
Polypodium savaiense là một loài dương xỉ trong họ Polypodiaceae. Loài này được Powell, Bak. mô tả khoa học đầu tiên năm 1876.
Danh pháp khoa học của loài này chưa được làm sáng tỏ. 